# Huallasaurus
Huallasaurus ("ještěr z Hualla") byl rod hadrosauridního býložravého dinosaura, žijícího v období pozdní křídy (geologický věk pozdní kampán až raný maastricht, před asi 73 až 69 miliony let) na území dnešní Argentiny.

## Objev a popis
Fosilie tohoto hadrosaurida z Patagonie byly objeveny v sedimentech geologického souvrství Allen a roku 1984 popsány nejdříve jako Kritosaurus australis. Později byly dlouhou dobu považovány za fosilie náležející rodu Secernosaurus. Teprve v nedávné době bylo prokázáno, že reprezentují zcela nový rod kachnozobého dinosaura a proto byl roku 2022 formálně popsán rod Huallasaurus. Formálně byl popsán s dalším novým hadrosauridem druhu Kelumapusaura machi.